# Сьверчув (гміна)
Гміна Сьверчув (пол. Gmina Świerczów) — сільська гміна у південно-західній Польщі. Належить до Намисловського повіту Опольського воєводства.
Станом на 31 грудня 2011 у гміні проживало 3574 особи.

## Площа
Згідно з даними за 2007 рік площа гміни становила 110.32 км², у тому числі:
- орні землі: 64.00%
- ліси: 26.00%

Таким чином, площа гміни становить 14.76% площі повіту.

## Населення
Станом на 31 грудня 2011:
| Опис     | Загалом | Загалом | Чоловіки | Чоловіки | Жінки | Жінки |
| -------- | ------- | ------- | -------- | -------- | ----- | ----- |
| одиниця  | осіб    | %       | осіб     | %        | осіб  | %     |
| все      | 3574    | 100     | 1778     | 49.75    | 1796  | 50.25 |
| міське   | 0       | 100     | 0        |          | 0     |       |
| сільське | 3574    | 100     | 1778     | 49.75    | 1796  | 50.25 |

## Сусідні гміни
Гміна Сьверчув межує з такими гмінами: Домашовіце, Любша, Намислув, Покуй, Попелюв.